# BP nostalgimack i Harlösa
BP Nostalgimack i Harlösa är ett privat traktor- och bilmuseum vid Sjöbovägen i Harlösa i Eslövs kommun.
British Petroleum (BP) öppnade en bensinstation vid Harlösa Bilverkstad & Service i Harlösa 1951. Senare sålde den bränsle för Uno-X. Bensinförsäljningen upphörde 1998, varefter verkstadsägaren Sven Malmborg rustade upp den till det skick den var i under tiden som BP-mack. 

## Bildgalleri

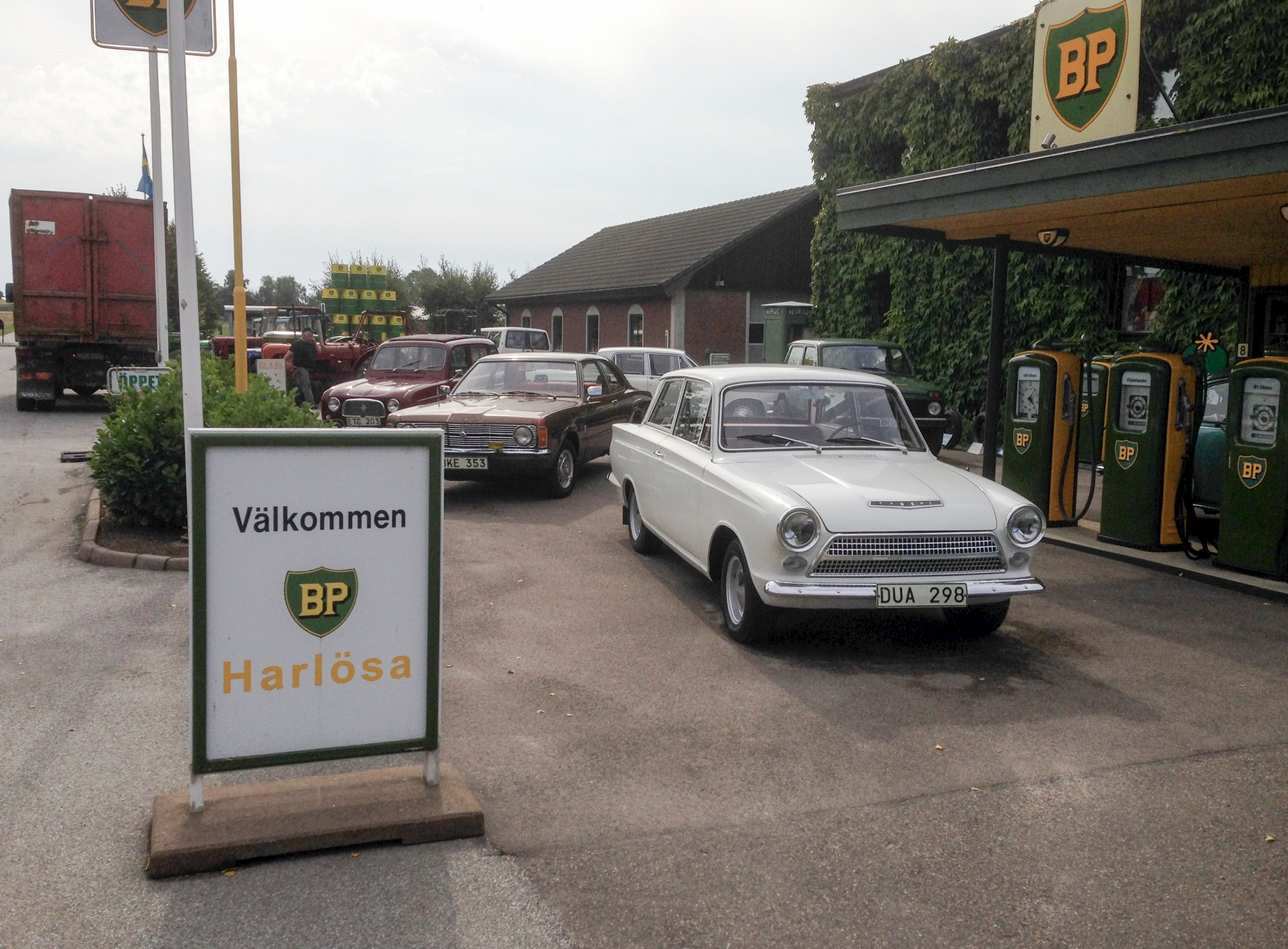
Ford Consul Cortina från 1964 framför en Ford Taunus 1600 från 1972
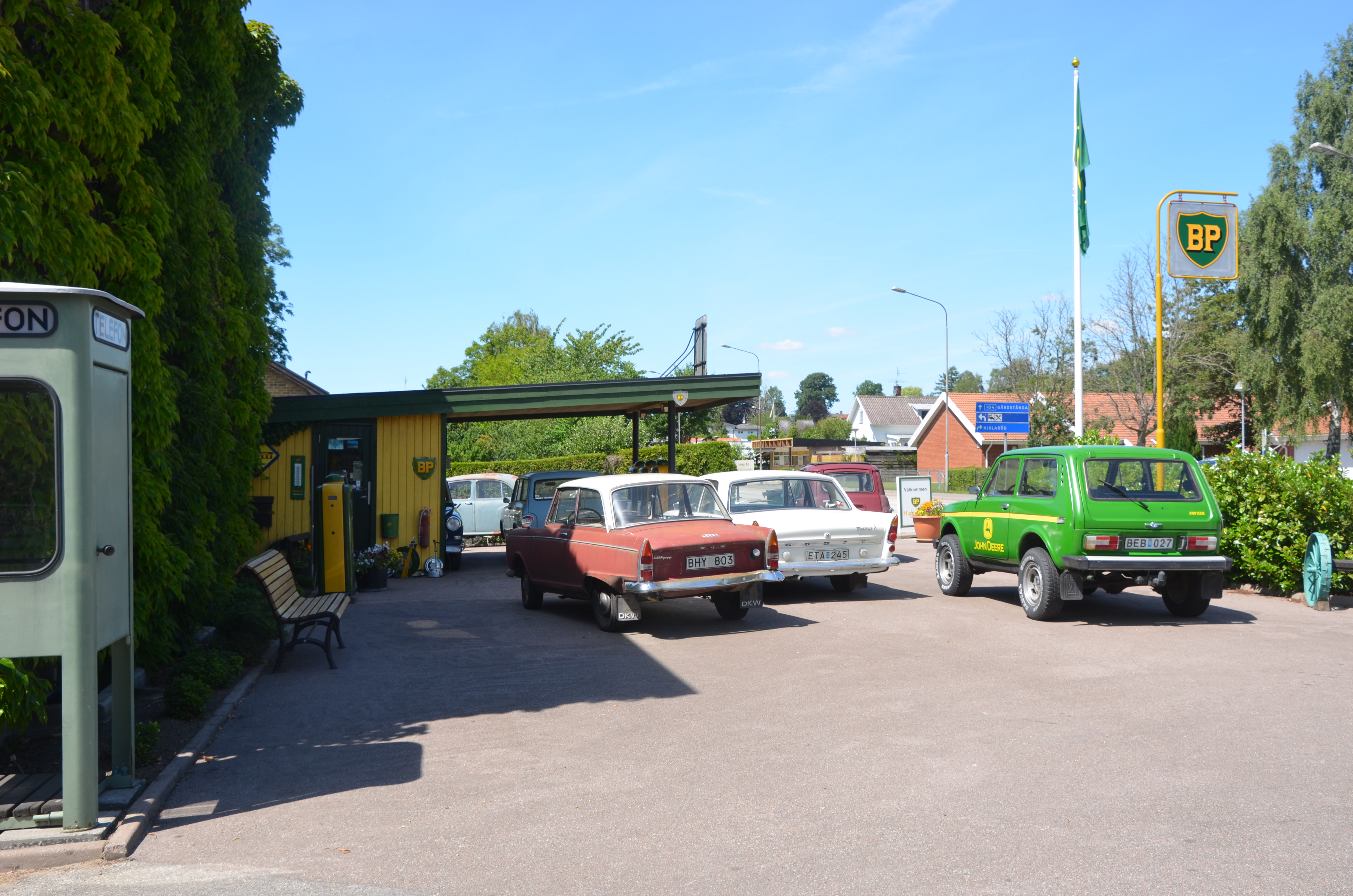
DKW F12 från 1963, Ford Zephyr Mark VI från 1962 och Lada Niva från 1964
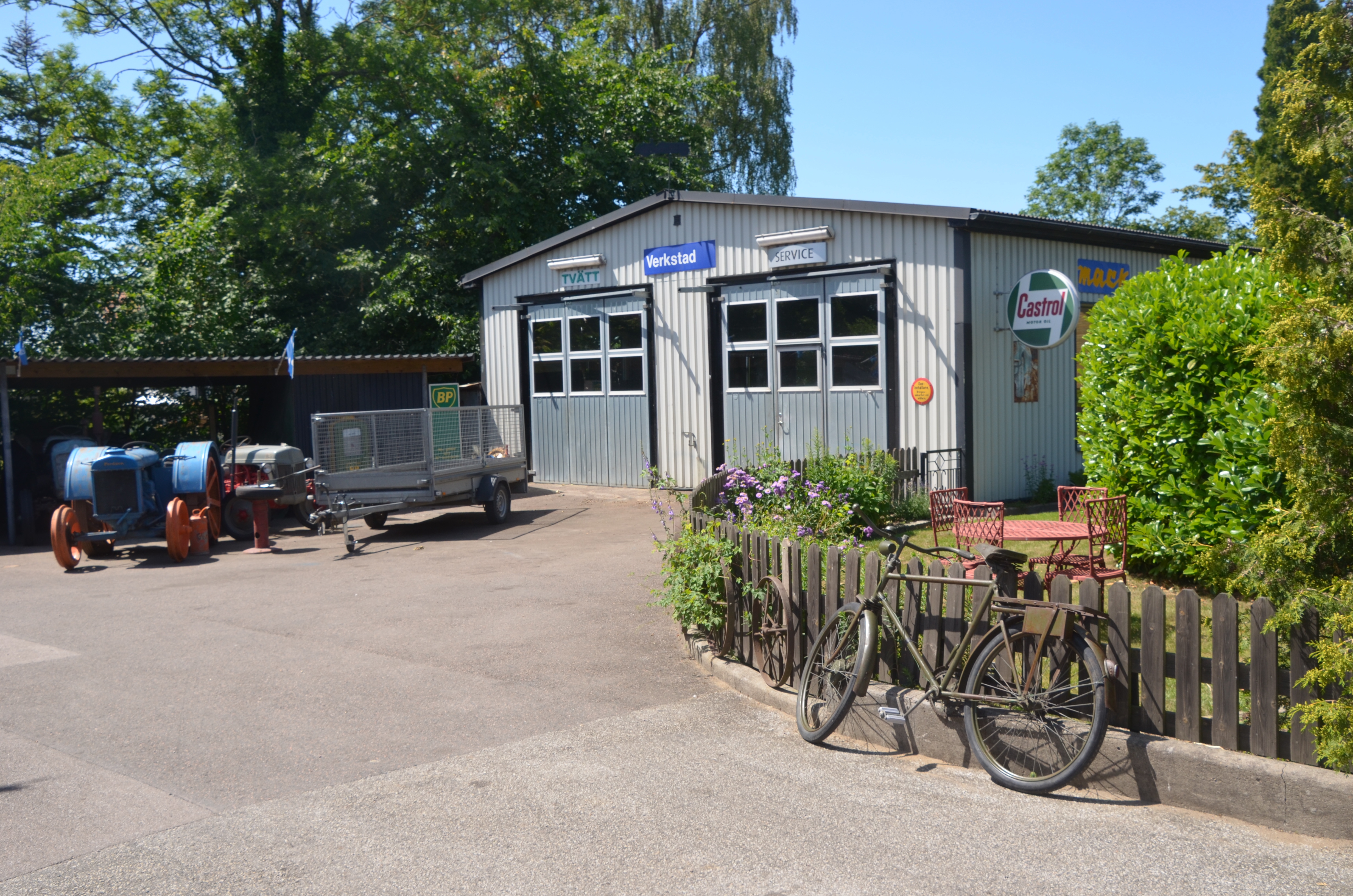
Verkstaden